# 王子服
王子服（おう しふく、? - 200年）は、中国後漢末期の人物。字を子由（しゆう）とする説がある。名を王服、または李服とも。
曹操暗殺計画に加わった罪で、200年（建安5年）に処刑されている。
『正史』では、献帝の密命により董承や劉備が中心となり計画した。曹操暗殺計画に加担したという事実のみが記載されている。偏将軍であった。
この董承の曹操暗殺計画に同心し殺害された人物のうち、种輯は献帝に近い人物としてそれ以前に名が何度か出てくるものの、王服・呉碩（議郎）・呉子蘭（将軍）の名はここでしかみられない。
小説『三国志演義』では、その様子がより一層細かく取り上げられており、最後は親しい友人だった董承・种輯・呉碩・呉子蘭、そして劉備や馬騰・吉本らと共に後漢王朝に忠誠を誓い、曹操暗殺を計画している。